# Sega SG-1000 Mark III

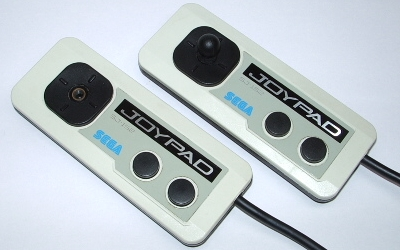
Kontrolery konsoli Mark III

Sega SG-1000 Mark III – 8-bitowa konsola do gier wideo wyprodukowana przez firmę Sega. Została wydana w Japonii 20 października 1985 roku jako następca SG-1000 Mark I i SG-1000 Mark II, aby konkurować z konsolą Famicom firmy Nintendo. Mark III różni się od swoich poprzedników lepszym układem graficznym i zwiększoną ilością pamięci RAM. Na bazie Mark III stworzono konsolę Sega Master System, którą wydano poza Japonią. Obie konsole z technicznego punktu widzenia nie różnią się praktycznie niczym, jedynie Master System posiada możliwość podłączenia okularów 3D oraz zmieniony slot na kartridże z grami.
Istniała również japońska wersja Master System, która była redesignem Mark III z układem dźwiękowym Yamaha YM2413 używanym w rozszerzeniu FM Sound Unit dla Mark III, złączem dla okularów 3D oraz Rapid Fire. Konsola przypominała modele sprzedawane poza Japonią.